# Ян Калівода
Ян Вацлав Калівода (чеськ. Jan Václav Kalivoda; Йоганн Венцель Калівода, нім. Johann Wenzel Kalliwoda, *21 лютого 1801 р., Прага — †3 грудня 1866 р., Карлсруе) — видатний чеський композитор і скрипаль. Батько Вільгельма Калліводи.

## Біографія
У 1815 році був серед перших випускників Празької консерваторії, учень Фрідріха Вільгельма Піксіса. У 1816—1821 роках грав у оркестрі празького театру. З 1822 р. був придворним композитором князів Фюрстенберг і жив переважно в їх резиденції Донауешинген (до революції 1848 року).
Каліводі належить близько 450 творів, в тому числі шість симфоній, сім концертів для скрипки з оркестром, три струнних квартети, інші скрипкові і фортепіанні п'єси, а також опера «Blanda» (1847). На думку музикознавця Девіда Гурвіца, музика Каліводи — «свого роду відсутня ланка між симфонізмом Бетховена і Шумана». Калівода користувався значним авторитетом у сучасників: молодий Роберт Шуман присвятив йому свої «Шість інтермецо для фортепіано» (1832), а Юрайя Кореллі Хілл включив «Нову увертюру» Каліводи, поряд з творами Моцарта, Бетховена, Вебера і Гуммеля, в програму самого першого концерту Нью-Йоркського філармонічного оркестру 7 грудня 1842 року.